# Fruitmarket Gallery
Галерея «Fruitmarket Gallery» (англ. Fruitmarket Gallery) — художественная галерея в Эдинбурге, Шотландия. Расположена в центре города, на улице Маркет-стрит, недалеко от железнодорожной станции Эдинбург-Уэверли.
Галерея, которая была открыта в 1974 году, расположена в здании, построенном в 1938 как фруктово-овощной рынок. В 1994 году здание было отреставрировано. В здании есть кафе и библиотека с широким выбором книг и журналов.